# Associazione Calcio Cuneo 1942-1943
Questa voce raccoglie le informazioni riguardanti l'Associazione Calcio Cuneo nelle competizioni ufficiali della stagione  1942-1943.

## Rosa
| N. |                   | Ruolo | Calciatore       |
| -- | ----------------- | ----- | ---------------- |
|    | Italia (bandiera) | A     | L. Aigotti       |
|    | Italia (bandiera) | C     | Carlo Azzimonti  |
|    | Italia (bandiera) | C     | C. Battegazzorre |
|    | Italia (bandiera) | D     | Angelo Borgogno  |
|    | Italia (bandiera) | C     | M. Busidoni      |
|    | Italia (bandiera) | C     | P. Camilla       |
|    | Italia (bandiera) | C     | Corrado Casalini |
|    | Italia (bandiera) | A     | Angelo Cattaneo  |
|    | Italia (bandiera) | A     | Michele Caviglia |
|    | Italia (bandiera) | C     | R. Clerico       |
|    | Italia (bandiera) | A     | Giuseppe Donati  |
|    | Italia (bandiera) | C     | Teresio Dutto    |
|    | Italia (bandiera) | P     | Lino Fregosi     |
|    | Italia (bandiera) | A     | G. Giraudo       |
|    | Italia (bandiera) | D     | A. Ghibaudo      |

| N. |                   | Ruolo | Calciatore           |
| -- | ----------------- | ----- | -------------------- |
|    | Italia (bandiera) | A     | R. Inaudi            |
|    | Italia (bandiera) | A     | Alfredo Lazzaretti   |
|    | Italia (bandiera) | D     | M. Maffini           |
|    | Italia (bandiera) | P     | Emilio Maggioni      |
|    | Italia (bandiera) | A     | Mario Metelliano     |
|    | Italia (bandiera) | C     | Giorgio Michelini    |
|    | Italia (bandiera) | A     | Mario Pagliano       |
|    | Italia (bandiera) | A     | R. Paschiero         |
|    | Italia (bandiera) | A     | G. Peano             |
|    | Italia (bandiera) | A     | A. Selmi             |
|    | Italia (bandiera) | D     | Angelo Testa         |
|    | Italia (bandiera) | C     | Dino Testoni         |
|    | Italia (bandiera) | A     | Sebastiano Vaschetto |
|    | Italia (bandiera) | P     | Angelo Verné         |
|    | Italia (bandiera) | A     | A. Vigna             |

## Risultati

### Serie C

#### Girone E

##### Girone di andata
| Casale Monferrato 4 ottobre 1942 1ª giornata                   | Casale    | 0 – 3 referto referto 2      | Cuneo | Stadio Natale Palli |
| \| \| \| \| \| \| Marcatori \| 43’, 63’ Donati 59’ Pagliano \| |           |                              |       |                     |
|                                                                |           |                              |       |                     |
|                                                                | Marcatori | 43’, 63’ Donati 59’ Pagliano |       |                     |

| Cuneo 11 ottobre 1942 2ª giornata | Cuneo           | 0 – 0 referto | Sanremese | \| Arbitro: \| Viarengo (Asti) \| |
| Arbitro:                          | Viarengo (Asti) |               |           |                                   |

| Arbitro: | Viarengo jr. (Asti) |

|                                                                                              |           |  |
| Lazzaretti 13’, 61’, 88’ Vaschetto 64’, 79’ ? 73’ Cattaneo 75’ ? 77’ Pagliano 80’ Donati 85’ | Marcatori |  |

| Biella 25 ottobre 1942 4ª giornata                             | Biellese  | 2 – 0 referto referto 2 | Cuneo | Stadio Lamarmora |
| \| \| \| \| \| Spadavecchia 35’ Ussello 46’ \| Marcatori \| \| |           |                         |       |                  |
|                                                                |           |                         |       |                  |
| Spadavecchia 35’ Ussello 46’                                   | Marcatori |                         |       |                  |

| Cuneo 1 novembre 1942 5ª giornata | Cuneo | 2 – 1 referto | Cinzano |  |

| Ivrea 8 novembre 1942 6ª giornata | Ivrea | 3 – 2 referto | Cuneo |  |

| Cuneo 15 novembre 1942 7ª giornata | Cuneo | 1 – 3 referto | Pro Vercelli |  |

| Savigliano 22 novembre 1942 8ª giornata | Saviglianese | 1 – 1 referto | Cuneo |  |

| Cuneo 29 novembre 1942 9ª giornata | Cuneo | 4 – 1 referto | Acqui |  |

| Asti 6 dicembre 1942 10ª giornata | Asti | 0 – 7 referto | Cuneo |  |

| Cuneo 13 dicembre 1942 11ª giornata | Cuneo | 6 – 1 referto | Settimo |  |

##### Girone di ritorno
| Cuneo 3 gennaio 1943 12ª giornata | Cuneo | 5 – 0 referto referto 2 | Casale |  |

| Sanremo 10 gennaio 1943 13ª giornata | Sanremese | 1 – 1 referto | Cuneo |  |

| Aosta 17 gennaio 1943 14ª giornata | Aosta | 0 – 2 referto | Cuneo |  |

| Cuneo 24 gennaio 1943 15ª giornata | Cuneo | 0 – 3 referto referto 2 | Biellese |  |

| Cinzano 31 gennaio 1943 16ª giornata | Cinzano | 3 – 3 referto | Cuneo |  |

| Cuneo 7 febbraio 1943 17ª giornata | Cuneo | 8 – 0 referto | Ivrea |  |

| Vercelli 14 febbraio 1943 18ª giornata | Pro Vercelli | 2 – 2 referto | Cuneo |  |

| Cuneo 21 febbraio 1943 19ª giornata | Cuneo | 4 – 2 referto | Saviglianese |  |

| Acqui Terme 28 febbraio 1943 20ª giornata | Acqui | 3 – 0 referto | Cuneo |  |

| Cuneo 7 marzo 1943 21ª giornata | Cuneo | 2 – 0 A tav. per forfait referto | Asti |  |

| Settimo Torinese 14 marzo 1943 22ª giornata | Settimo | 0 – 0 referto | Cuneo |  |

### Coppa Aldo Fiorini
| Arbitro: | Viarengo jr. (Asti) |

|                       |           |  |
| Agosti 7’ Fantini 80’ | Marcatori |  |

| Savigliano 16 maggio 1943 Primo turno | Saviglianese | 1 – 3 referto | Cuneo |  |

| Cuneo 23 maggio 1943 Secondo turno               | Cuneo     | 2 – 0 referto | Acqui |  |
| \| \| \| \| \| Agosti Clerico \| Marcatori \| \| |           |               |       |  |
|                                                  |           |               |       |  |
| Agosti Clerico                                   | Marcatori |               |       |  |

| Acqui Terme 30 maggio 1943 Secondo turno                                                          | Acqui     | 3 – 4 referto               | Cuneo |  |
| \| \| \| \| \| Grasso 65’, 67’ Cremonesi ?’ (rig.) \| Marcatori \| 40’, 41’, ?’, ?’ Lazzaretti \| |           |                             |       |  |
|                                                                                                   |           |                             |       |  |
| Grasso 65’, 67’ Cremonesi ?’ (rig.)                                                               | Marcatori | 40’, 41’, ?’, ?’ Lazzaretti |       |  |

| Rapallo 3 giugno 1943 Ottavi di finale | Rapallo | 2 – 0 A tav. per forfait referto | Cuneo |  |

| Cuneo 6 giugno 1943 Ottavi di finale | Cuneo | 0 – 2 A tav. per forfait referto | Rapallo |  |